# 翁索内戈罗
翁索內戈羅（1897年4月20日—1978年3月4日），已故印度尼西亞（印尼）政治人物，歷任印尼內政部長、司法部長、教育與文化部長，並於第一屆阿里·沙斯特羅阿米佐約內閣在任期間擔任印尼副總理。

## 生平
翁索內戈羅在1897年4月20日生於梭羅王國（荷屬東印度的屬國之一，今屬中爪哇省），父親曾於梭羅王帕庫布沃諾十世在位期間入仕梭羅朝廷，母親則出身王族，是芒古內加拉王芒古內加拉二世的曾孫女。他的成長經歷和其他士紳子弟大同小異。他既學會了受到爪哇文化和爪哇傳統信仰影響的宮廷禮儀，也先後在歐洲人小學（Europeesche Lagere School）和荷語初級中學（Meer Uitgebreid Lagere Onderwijs）接受荷式教育。他在中學畢業後入讀巴達維亞法學院，至1917年取得學士學位，之後於1929年在同校獲頒法學碩士學位。
翁索內戈羅熱愛爪哇傳統文化，包括馬來武術，就讀法學院期間，他就曾經向巴達維亞一位有聲望的武術家學習馬來武術。此外，他也積極參與東印度群島的青年運動，是青年組織「三聖會」（Tri Koro Darmo）的創立人之一。該組織於1918年改稱為「爪哇青年」（Jong Java）之後，翁索內戈羅在1920年成為該組織駐梭羅支部的負責人。他還在1924年接管另一個民族主義組織至善社在梭羅的會務。
翁索內戈羅在1939年出任梭羅府斯拉根縣（今屬中爪哇省）知縣，隨後調任三寶壟府少尹。1945年，日本佔領地政府成立獨立準備調查會，為印尼獨立鋪路，翁索內戈羅獲委任為委員，並參與《印度尼西亞憲法》起草小組的工作。同年6月1日，後來擔任印尼第一任總統的蘇卡諾提出建國五項原則，至同月22日，以蘇卡諾為首的九人小組發表《雅加達憲章》，把建國五項原則的第五條改為第一條，並修改為：「信奉獨一無二的神明，穆斯林必須遵從伊斯蘭教法」。翁索內戈羅和調查會另外幾名委員對這一項原則感到擔心，他們認為這項原則的內容不能兼容印尼穆斯林社群的傳統習俗（阿達特），也為其他宗教的信徒帶來不必要的負荷。結果建國五項原則成為《印尼憲法》序言的內容，但刪除了「穆斯林必須遵從伊斯蘭教法」的條款。
8月17日印尼宣告獨立後，翁索內戈羅獲任命為三寶壟府尹，旋即升任中爪哇省省長，兼任三寶壟地區國民委員會主席。獨立戰爭爆發後，日軍和盟軍在他的居中斡旋下舉行談判，令當地的印尼國民軍部隊能夠維持充足的武器供應。他在1949年卸任省長，並於同年8月4日首次加入內閣，在第二屆哈達內閣擔任內政部長，接替蘇基曼·維爾約桑佐約，至1949年12月20日離職。
不到一年後，他在1950年9月6日再次入閣，在納席爾內閣中擔任司法部長，接替阿卜杜爾·賈法爾·普林戈迪格多。他曾經在1951年2月初向人民代表會議（國會）提出法案，為制憲議會選舉提供法律依據，但是法案還沒通過，翁索內戈羅所屬的大印度尼西亚联盟就已經要求他辭去內閣職務。結果納席爾內閣在1951年4月27日倒台，由苏基曼-苏维约内阁取代，但翁索內戈羅仍然留在內閣，擔任教育與文化部長，直至1952年4月3日韋洛坡內閣成立為止。
韋洛坡內閣在1953年倒台，之後蘇卡諾授權翁索內戈羅組織內閣，期間他得到民族主義和共產主義團體的支持，例如印尼共產黨總書記迪帕·努桑塔拉·艾地就是翁索內戈羅的熱心支持者，他在公眾集會跟翁索內戈羅談話的時候，說得非常輕緩，客客氣氣的（在爪哇文化當中，這是有禮貌的表現）。翁索內戈羅甚至還「要求其他組閣者（為艾地）傳話」。他的反對者則包括伊斯蘭政黨和社會主義團體，例如馬斯友美黨不僅反對他的工作，還抗議他拒絕社會黨入閣的做法。除了馬斯友美黨，基督教、天主教政黨也拒絕支持他的內閣，於是他決定安排小黨和親共團體的人選擔任閣員。總體而言，他在這方面的表現是毀譽參半的。結果他在58天後組成新內閣，擔任第一副總理，結束管治真空狀態，並於同年9月29日開始兼管公共福利事務，直至他在1954年10月23日辭職為止。
1948年，印尼馬來武術協會（Ikatan Pencak Silat Indonesia，原名印尼全國馬來武術協會）在梭羅成立，由翁索內戈羅擔任首任主席。離開政府後，他繼續留任主席一職，直至1973年才在蘇哈托新秩序政府的干預下，被退役軍官、雅加達省長佐科羅普拉諾羅（Tjokropranolo）取代。1978年3月4日，翁索內戈羅於雅加達逝世，在中爪哇省蘇科哈佐（Sukoharjo）的家族墓地安葬。

## 備註
1. ↑  稱謂一般帶上他的頭銜、學位、尊稱等，為拉登·天猛公·翁索內戈羅法學碩士閣下或K·R·M·T·翁索內戈羅。
2. ↑  爪哇貴族（Priyayi）出身自當地的王族和貴族，在荷蘭殖民時期，負責土著事務的民政官員大都來自這個群體。

## 註腳
1. 1 2 3 4  Bahari 2011，第40頁.
2. 1 2 3 4  Wilson 2015a，第26-28頁.
3. 1 2 3  Tempo 2011, Dalam Pusaran Tujuh.
4. ↑  Wilson 2015，第26-28頁.
5. ↑  PPJT 2014, Sejarah Jawa Tengah.
6. ↑  Feith 2007，第168頁.
7. ↑  Feith 2007，第153–154頁.
8. 1 2  Feith 2007，第331頁.
9. 1 2  Feith 2007，第336–338頁.
10. ↑  Wilson 2015a，第44頁.
11. ↑  Wilson 2015b，第43頁.
12. ↑  Joyomartono et al. 1989，第77頁.